# Stenelmis consobrina
Stenelmis consobrina is een keversoort uit de familie beekkevers (Elmidae). De wetenschappelijke naam van de soort werd in 1835 gepubliceerd door Dufour.